# 御手洗 (呉市)

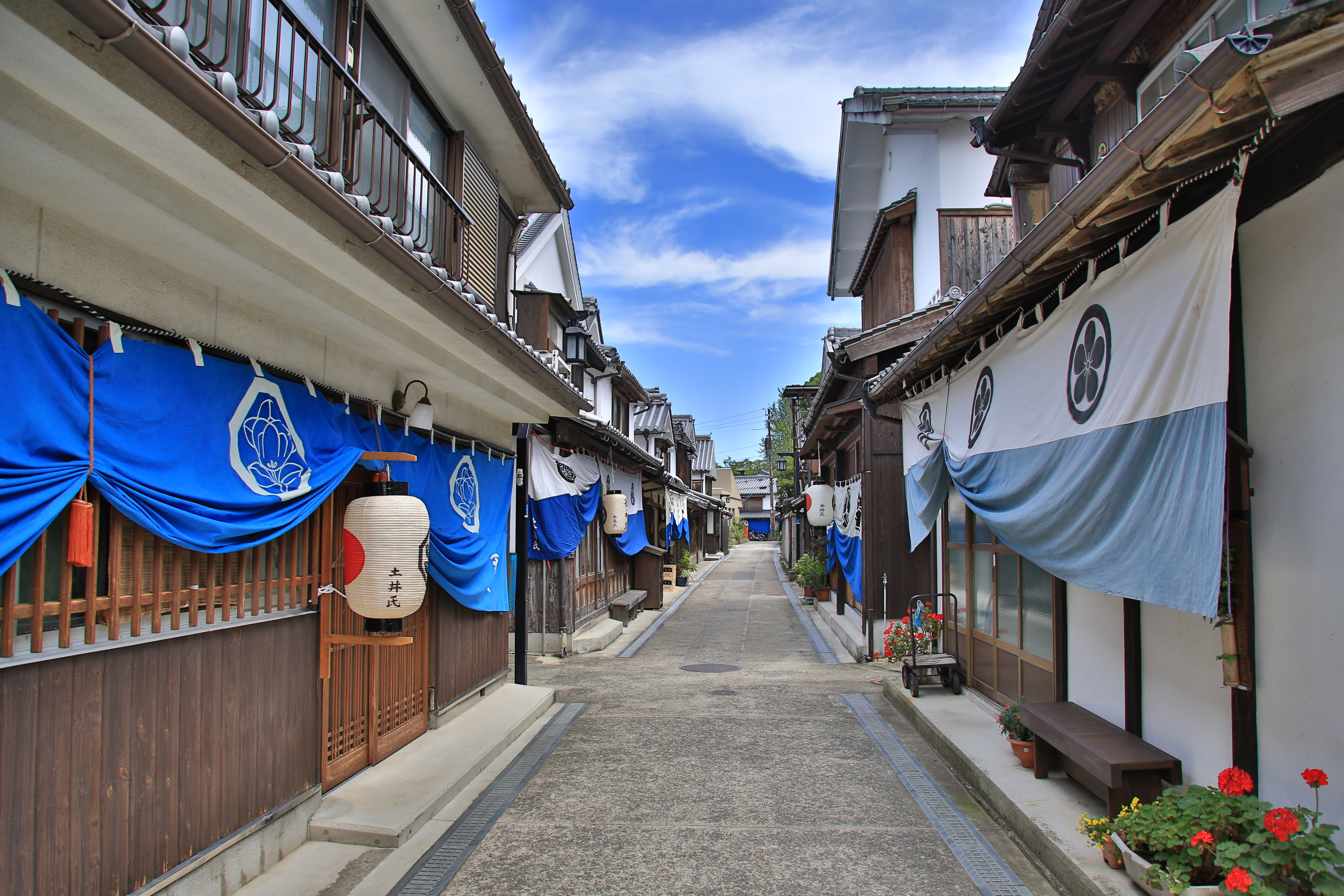
御手洗の町並み

御手洗（みたらい）は、瀬戸内海に浮かぶ大崎下島（広島県呉市）の港町。1994年（平成6年）に重要伝統的建造物群保存地区として選定された（全国で38番目の選定）。
　

## 地理
瀬戸内海に連なる芸予諸島の一つ、大崎下島の東端に位置する港町である。御手洗港の周りを広島県道355号大崎下島循環線が通り、その背後に向かって町屋が広がる。
北西方向に大長地区がある。東側が愛媛県今治市の岡村島になり、安芸灘オレンジラインによって結ばれている。また呉市本土は安芸灘とびしま海道で結ばれているため、本州とは陸続きであると言える。
旧豊田郡豊町御手洗。瀬戸内海国立公園内に位置する。
|  |  |

## 沿革

### 近世まで
「御手洗」の名の由来はいくつか伝承として残っている。

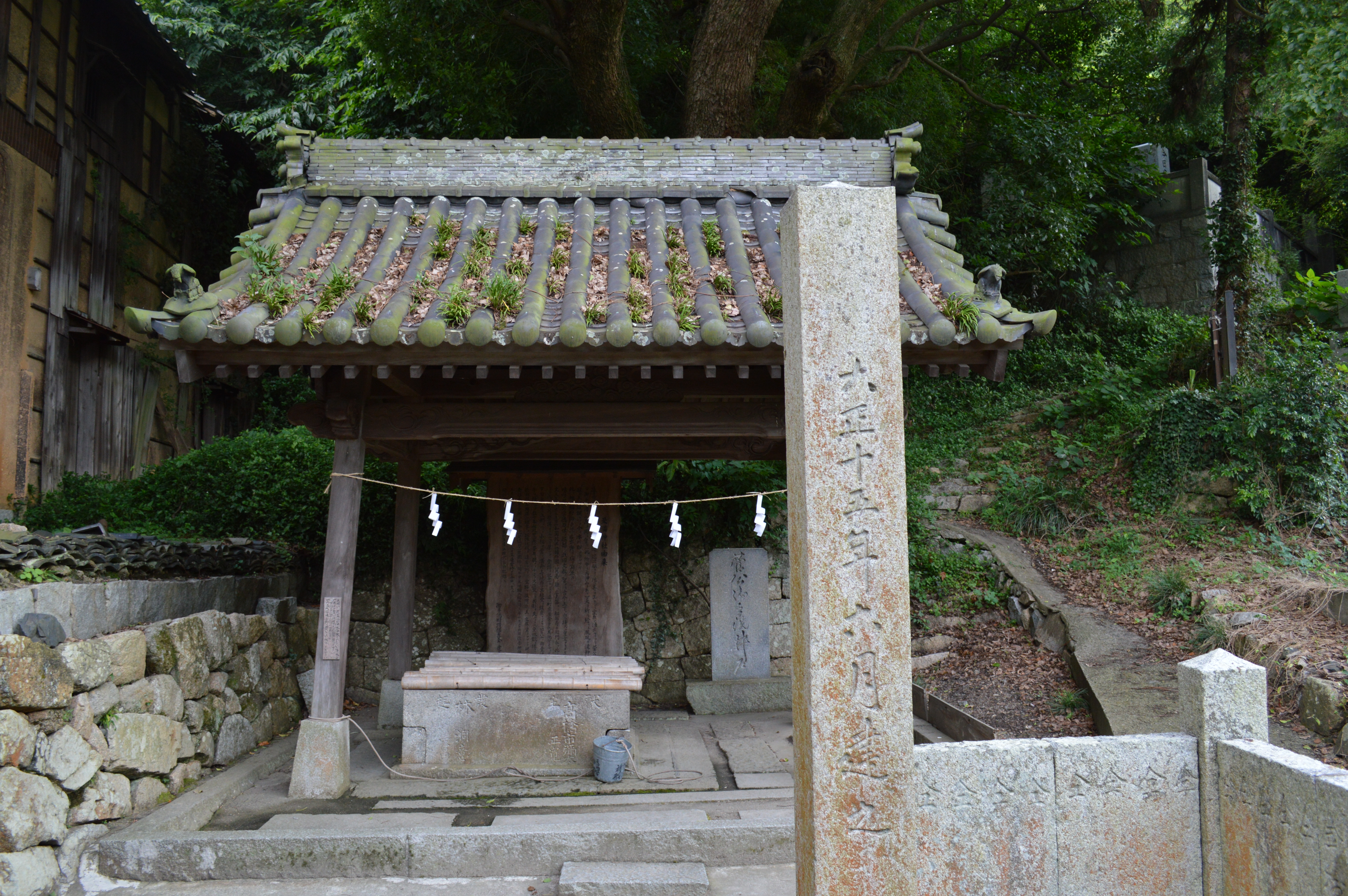
御手洗いの井戸

- 神功皇后が三韓征伐の際にこの地で手を洗った。現在天満宮にある御手洗の井戸は元々は神功皇后の御手洗井戸という伝承だった[1][2]。
- 菅原道真が昌泰4年（901年）大宰府に左遷されたとき、この地に船を着け天神山の麓で手を洗い口をすすぎお祈りした。その手を洗った井戸は元々は神功皇后の伝承が主流だったが、のちに菅原道真の伝承が主流となった。その場所は天満宮として祀られ、その井戸が「菅公手洗いの井戸」として現存する[1][2]。
- 平清盛が上洛のときにこの地付近で嵐に遭遇した。清盛は手を洗い観音様に手を合わせたところ風波は止んだ。のち清盛はこれを感謝し、草庵を立て行基作の十一面観音を安置し、この地を御手洗と命名した。その草庵は満舟寺として現存する[3]。

中世、御手洗は港ではなく民家すらなかったが、なんらかの軍事的な拠点があったと推定されている。この島はこの頃「下島（あるいは御手洗島）」とよばれ伊予国三島領（大山祇神社領）であった。伊予国河野氏に属していた来島村上氏（村上水軍）はこの地にあった「海関」で警護についていたという。室町時代後半に小早川氏がこの島を掌握するようになって以降、安芸国側となっていった。戦国時代中期、芸予諸島を掌握しようとした周防国大内氏が東から入ってきて、御手洗沖で大山祇神社大祝氏と幾度か合戦を起こしている。天正13年（1585年）四国攻めの際には加藤清正がこの地に前線基地を設けたと伝承に残り、その石垣が現存する。

### 交易港の成立
| 御手洗 上関 津和地 鹿老渡 三之瀬 忠海 布刈瀬戸 鼻栗 弓削 岩城島 鞆近世における御手洗周辺の地乗りおよび沖乗りの港。赤が沖乗り、緑が地乗り、黄が共通。 |

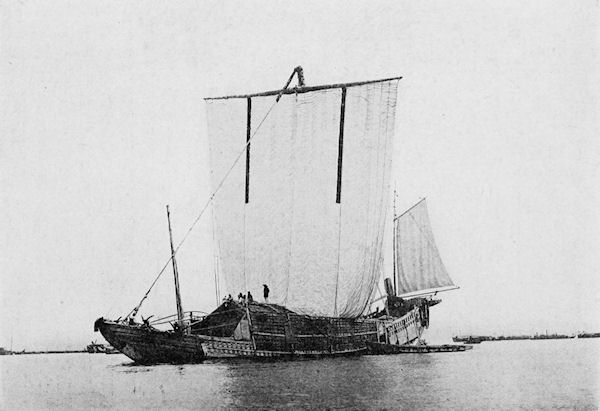
廻船

古代において政府は、太宰府そしてその先の大陸を結ぶ交易ルートとして、更に荘園からの年貢や租税の運搬ルートとして、瀬戸内海に航路を作り港を整備した。当時の和船は艪漕き中心であったため、“地乗り”つまり陸沿いルートで港が整備された。交易ルートが確立すると海賊も横行し、時が経つと水軍が創設され戦も起こった。
江戸時代にはいり泰平の世になると、危険を避けるための地乗りから、瀬戸内海中央部を航行する“沖乗り”ルートが開発されていった。ただ当時の和船は一枚帆で追い風をはらんで更に潮の流れを利用して航行する構造であったため、暴風雨を避け順風を待つ「風待ちの港」上げ潮や下げ潮を待つ「潮待ちの港」が必要であった。
元々この島の主要港は大長（現在の豊町大長）であったが、大型廻船が寄港するには不向きな港であった。御手洗は寛永年間（1624年から1644年）において農耕地であり家屋敷は存在していなかった。そこへ風待ち潮待ちとして絶好の地である御手洗に船が寄港するようになる。当初は大長村の民が野菜や水などを売っていたが次第に拡大したため村民は広島藩に“町割嘆願”を出すと、寛文6年（1666年）藩はこれを許可し御手洗港が整備されていった。「港町」御手洗の歴史はここから始まる。

### 発展
寛文12年（1672年）、西廻海運、つまり日本海から瀬戸内海をまわり大阪に至る海運ルートが確立した。これにより御手洗は沖乗り航路の潮待ち港として北前船など廻船が寄港するようになる。さらに藩はここと宮島・尾道の三港のみ他国米の取引を認可したため、広島での米取引の重要拠点となっていく。町は18世紀ごろから急速に発展し、狭い土地であったため数度に渡り埋め立てが行われ港は拡大していき、文政2年（1819年）には“中国第一の港”と自負するほどにまでになっている。当時の寄港船はその他にも、幕府の船や参勤交代の船、オランダ・中国などの外国人や琉球国王の船など、多種多様であった。
交易の中で豪商が誕生し、彼らと文人墨客との交流により文化的に成熟していく。俳諧が盛んになり「御手洗連中」と呼ばれるほどとなった。栗田樗堂がこの地に庵を構え俳友らと交流した。広島藩儒の頼杏坪が『松月楼記』を書いたのもこの地である。春秋2回の芝居興行も行われていた。
またこの港町には“若胡子屋”“藤屋”“堺屋”“扇屋（あるいは海老屋）”の4軒の待合茶屋による花街が存在した。享保9年（1724年）藩の認可で若胡子屋が開業、のち堺屋、藤屋、扇屋の順で開業し、18世紀半ば4軒揃った。その営業形態は普通の茶屋に加え、「おちょろ船」と呼ばれる船上に店を出し停泊している交易船などに回って売春や家事もするものであった。若胡子屋には全盛期100人の遊女が在籍した。当時の御手洗住民の遊女に対する接し方は他とは違いとても大切にする風潮があり、現在でもおいらん公園などにそれを見ることが出来る。
記録に残る著名人の滞在は以下のとおり。
- 文化3年（1806年）伊能忠敬がこの地に留まり測量をした。
- 文政9年（1826年）シーボルトが江戸から帰る途中に寄港、診察もしている。
- 嘉永6年（1853年）吉田松陰が長崎行きの途中に寄港。
- 元治元年（1864年）八月十八日の政変で失脚し京都を追放されたいわゆる七卿落ちの際に五卿が宿泊。

幕末には薩摩藩と広島藩の密貿易いわゆる「芸薩交易」が始まると文久3年（1863年）広島藩により御手洗がその拠点に指定され、外国船が停泊している。そして慶応3年（1867年）には薩摩藩・長州藩・広島藩の三藩により倒幕同盟が結ばれると、同年11月この地で広島藩諸兵総督の岸久兵衛と長州藩家老の毛利内匠による大阪での倒幕行動の密約いわゆる「御手洗条約」が交わされている。こうした幕末の空気の中で星野文平が生まれ育っている。また時期は不明だが中岡慎太郎、大久保利通もここへ寄港している。

### 近代以降

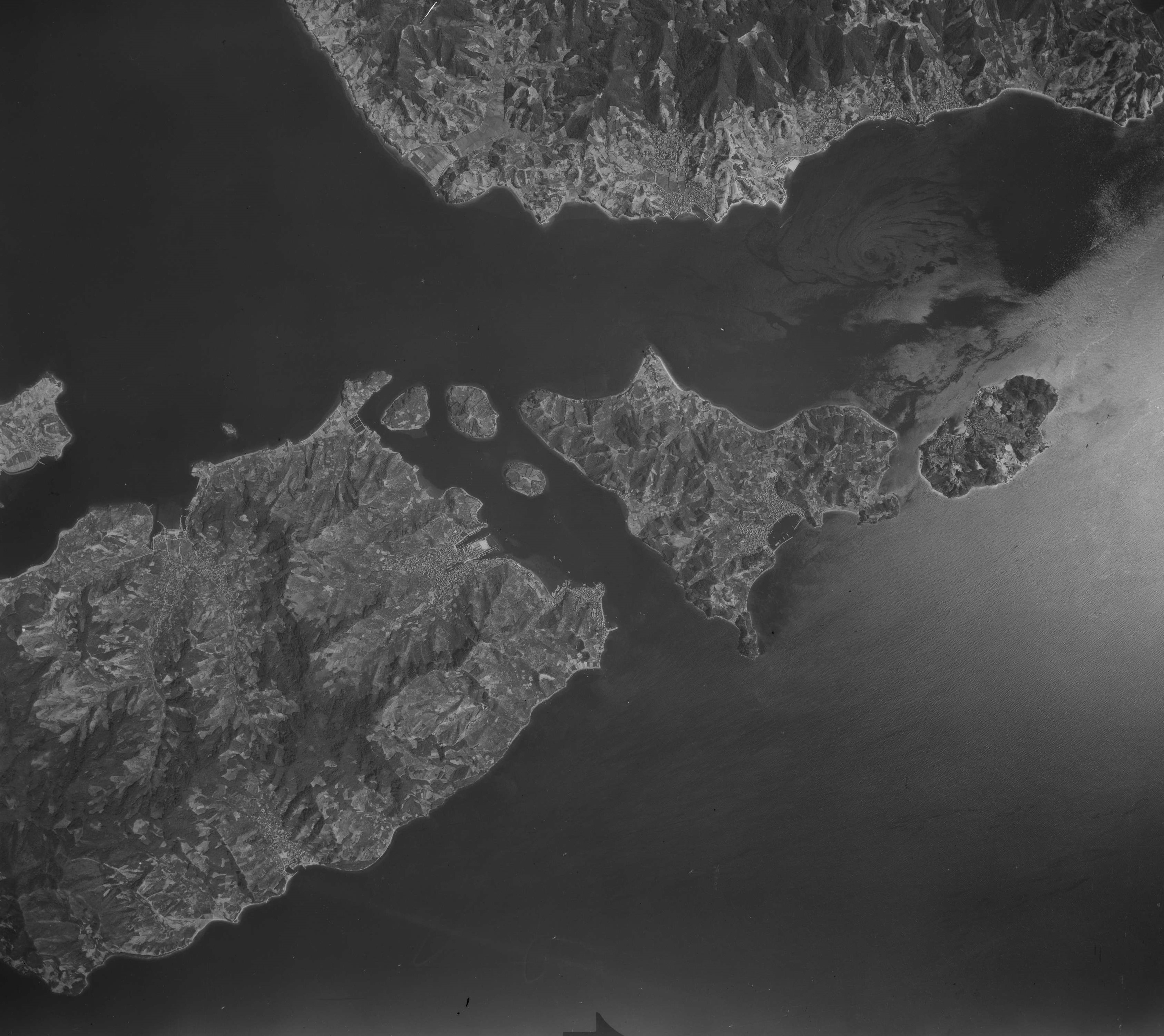
1948年米軍撮影。

こうした繁栄は、明治時代以降汽帆船の登場により風待ち潮待ちの港は必要がなくなり、そして鉄道（山陽本線）の登場により物流も変わったため、この町の存在意義はなくなり衰えていった。瀬戸内海の島嶼部（離島）であったことから、経済成長期の土地開発など無縁で、町並み風情はそのまま残されていった。港町・遊郭の町としては昭和初期までその余韻を残し、当時の“おちょろ”の様子が作品となったものが1976年の映画『大地の子守歌』である。ただおちょろ自体は売春防止法施行後消えている。
行政としては、明治12年（1879年）豊田郡大長村から分立し御手洗町となり、明治22年（1889年）単独で町制施行、昭和31年（1959年）合併にに合併で豊田郡豊町に、平成17年（2005年）呉市に編入された。
この中で問題となっていったのが住民の高齢化と過疎化に伴う地区の保存および防災である。1991年平成3年台風第19号により記録的な高潮被害を受けてしまったことが転機となり、地元住民により町並み保存活動が始まり国に働きかけると平成6年（1994年）重要伝統的建造物群保存地区に選定され、これを受けて同年に保存活動を展開した住民たちによる「重伝建を考える会」が発足した。そして町並み保存活動は平成27年（2015年）現在も続いている。
平成20年（2008年）には安芸灘諸島連絡架橋（とびしま海道）豊島大橋の開通により呉市本土側と橋を経由して陸続きとなった。

## 町並み

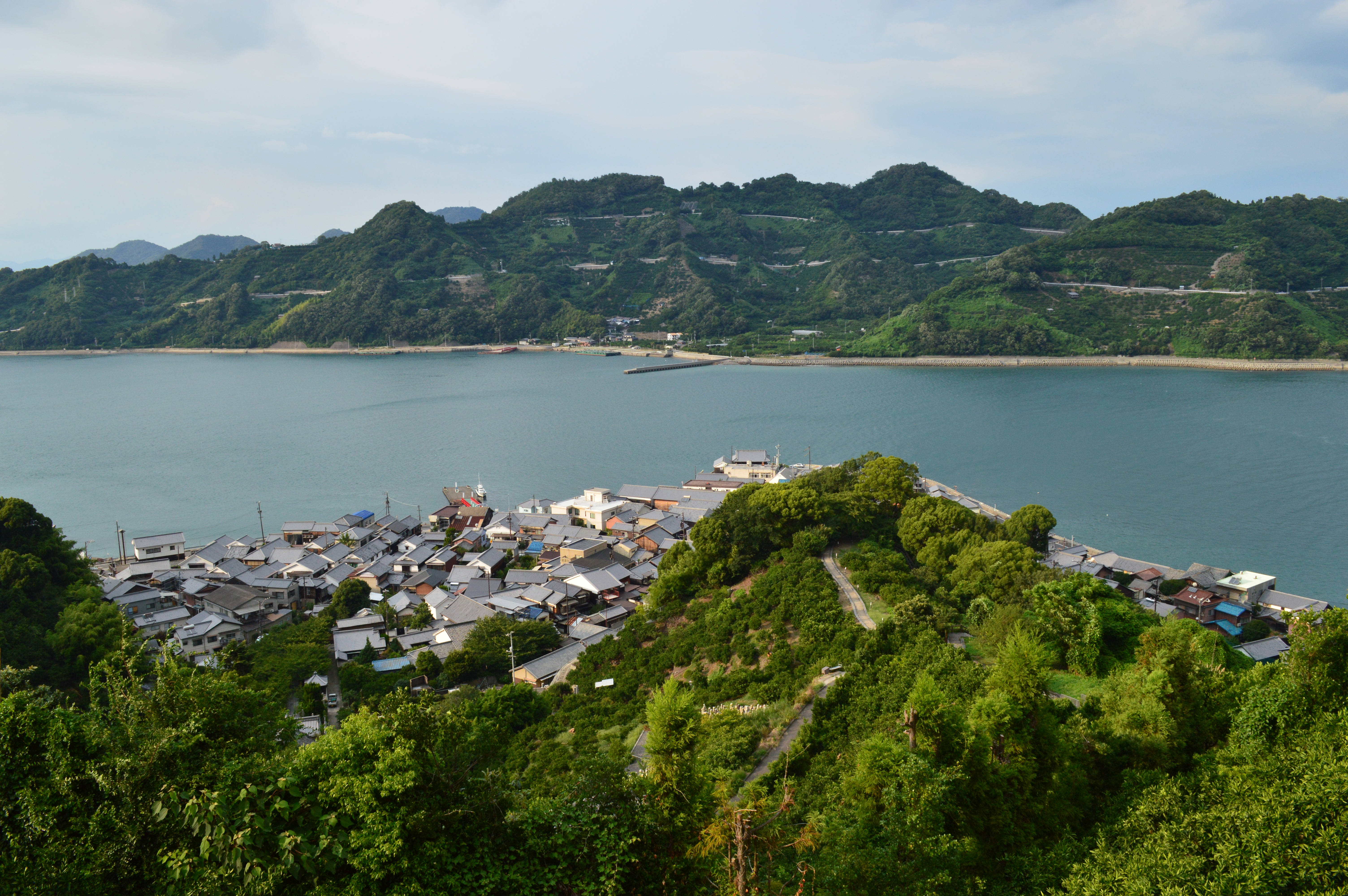
歴史の見える丘公園より。向こう側は岡村島
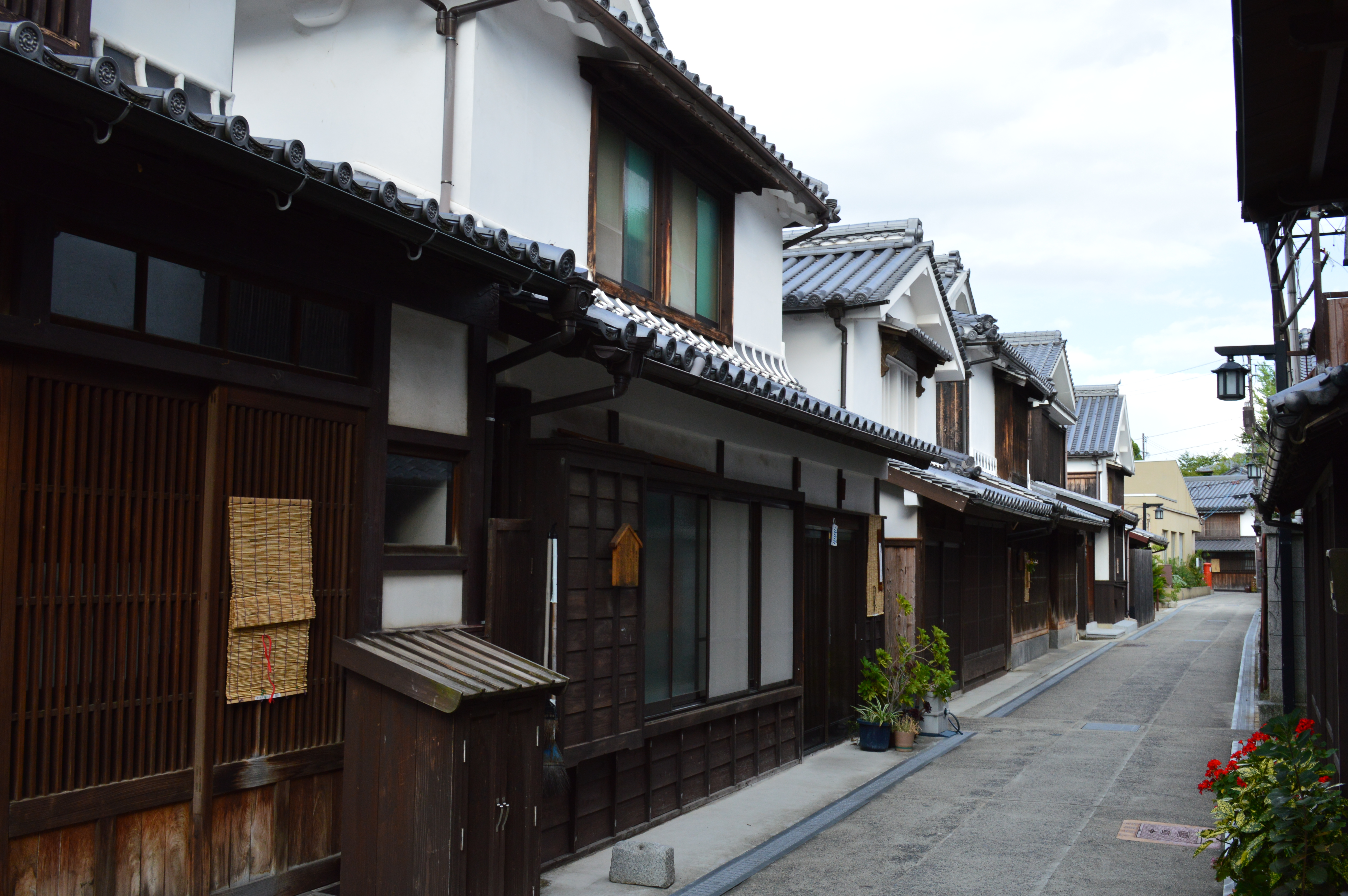
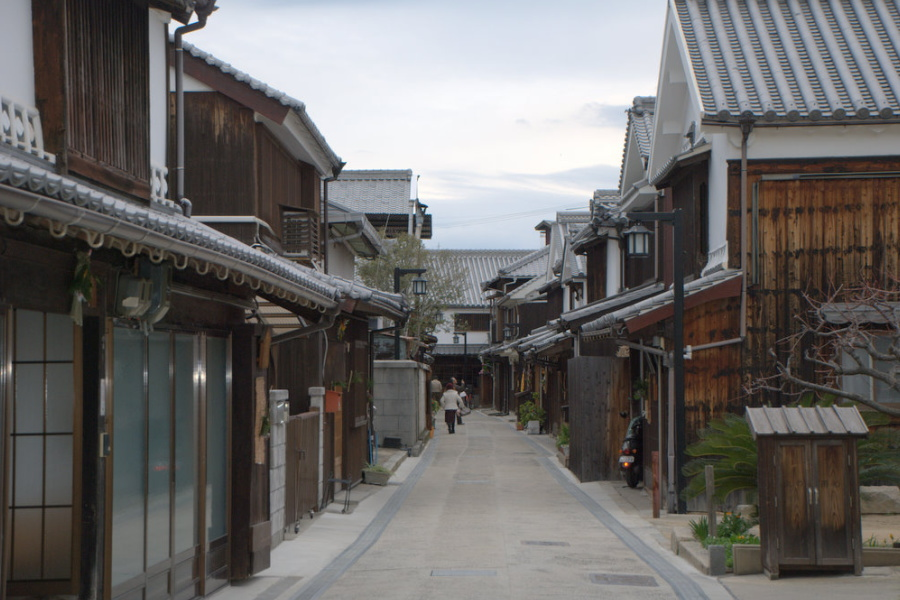

### 特徴
元々狭い土地に埋め立てを繰り返しながら拡大していった港町であり、大小の商家・茶屋・船宿・神社仏閣に、江戸時代に整備された波止・雁木などの港湾施設、網の目のように張り巡らされた道が特徴的な町並みである。
町屋は切妻造・桟瓦葺が多く、これに明治期以降に建てられたモダン建築も点在している。江戸時代に栄えた瀬戸内海島嶼部の港町としては漆喰が多くなまこ壁をあしらった豪邸あるが、これは宝暦9年（1759年）この地を大火が襲ったことから、火事対策として普及したもの。間口の大きさで税金をかけていたため、全体的に間口は狭く奥行きが長い構造をしている。
江戸時代後期に整備された千砂子波止は、現存のものとしては日本有数の規模を誇る。それら港湾施設と、そこから浜沿いに続く船宿（旅館ではなく問屋）は、近代以前の日本の港町の姿を良く残している。

### 名所・史跡
以下、文化財登録されているものを列挙する。
恵美須神社
本殿・拝殿が県重文。初代は御手洗が開かれた寛文6年（1666年）に建立されたと推定されており、現在の社殿は享保8年（1723年）建立。流造。島嶼部の小規模神社として貴重な文化財。
住吉神社
本殿・瑞垣及び門が県重文。御手洗外港（千砂子波止）整備に伴い鴻池家の寄進で、文政11年（1828年）住吉大社を勧請して建立。全国的に少なくなった本格的な住吉造。瑞垣には砂持として工事に参加した茶屋の芸妓の源氏名が刻まれている。
若胡子屋跡
県史跡。享保9年（1724年）広島藩公認の待合茶屋で、50人、一説には100人芸妓を抱えていた御手洗最大の茶屋。茶屋は4軒あり花街を形成していたがここのみ現存。『日本残酷物語』のおはぐろ伝説の舞台である。明治期に寺院に転用され、のち地区会館として使用されていたが、今は資料館として用いられている。
七卿落遺跡
県史跡。延岡藩などの船宿に指定され、御手洗町年寄・割庄屋役を務めた多田家・屋号竹原屋の屋敷跡。七卿落ちのうち、五卿が長州に逃れる途中この島に立ち寄って宿泊した際の屋敷。遺跡とあるが家屋も残り、海沿いの民家の風情を今に伝える。
船宿（三軒長屋）
市有形。文政年間に建てられた切妻造の平屋。中央の中本屋のみ慶応3年（1867年）大洲藩船宿に指定された記録が残る。現在は喫茶店兼ギャラリーとミニチュア和船工房。
旧柴屋住宅（御手洗町並み保存センター）
市有形。御手洗町年寄および大長村庄屋を務めた高橋家・屋号柴屋の別宅の一部。測量に訪れた伊能忠敬が宿泊し、遊覧のため訪れた広島藩主が休憩している。現在は町並み保存センターとして活用されており、「伊能忠敬御手洗測量之図」のレプリカが展示されている。
旧金子家住宅
主屋のみ市有形。町年寄・庄屋役を務めた金子家・屋号三笠屋の邸宅。御手洗条約の舞台となった。茶室は、日本唯一の江戸期の上田宗箇流のもの。
満舟寺
石垣のみ市有形。縁起によれば上記の平清盛が建立した草庵。確実な記録としては享保3年（1718年）建立の観音堂が18世紀中頃までに規模が大きくなったため、豊田郡納所村（現三原市）にあった浄土宗松桂庵から寺号を貰い受け正式な寺となった。境内にある石垣は四国攻めの際に加藤清正が築いたと伝承されている。
以下、文化財されていない主要なものを列挙する。
千砂子波止・高燈籠
文政12年（1829年）広島藩が築いた波止場で、当時最高の技術で作られ“中国無双”と謳われた。全長65間（約120m）、沖出し50間（約90m）。安政大地震では全く被害はなく、2度高潮被害で先端部が部分的に欠落したが全体としては無事であり、ほぼ江戸時代建造されたまま現存している。高燈籠は1991年台風19号により倒壊したため翌年に再建されたものである。
御手洗天満宮
幕末期に芸薩交易の場所となり港が整備されることになった。その時の整備担当役人の船越寿左衛門が明治4年（1871年）に寄進したもの。現在のものは大正6年（1917年）に再建された。地区名の由来である御手洗の井戸や、地元出身の中村春吉の碑がある。
乙女座
昭和12年（1937年）に開設された昭和初期モダン建築。昭和30年代まで映画館、のち選果場として転用、平成14年（2002年）現状復元。
大東寺
18世紀初頭からあった登光寺と19世紀中頃からあった隆法寺が昭和17年（1942年）に合併したもの。寺号は世相を反映して大東亜戦争にちなんで付けられている。
歴史の見える丘公園
重伝建選定により整備された公園。御手洗だけでなく周辺の島々を見ることが出来る。
おいらん公園
御手洗の急傾斜対策工事の際に偶然見つかった100あまりの墓石を高台に移設設置した公園。発見された場所と墓標から若胡子屋の芸妓・童子ら関係者のものと推定されている。江戸時代において遊女の墓が作られることは大変珍しく、当時の御手洗の芸妓を大切にした一端が垣間見える。

## ギャラリー

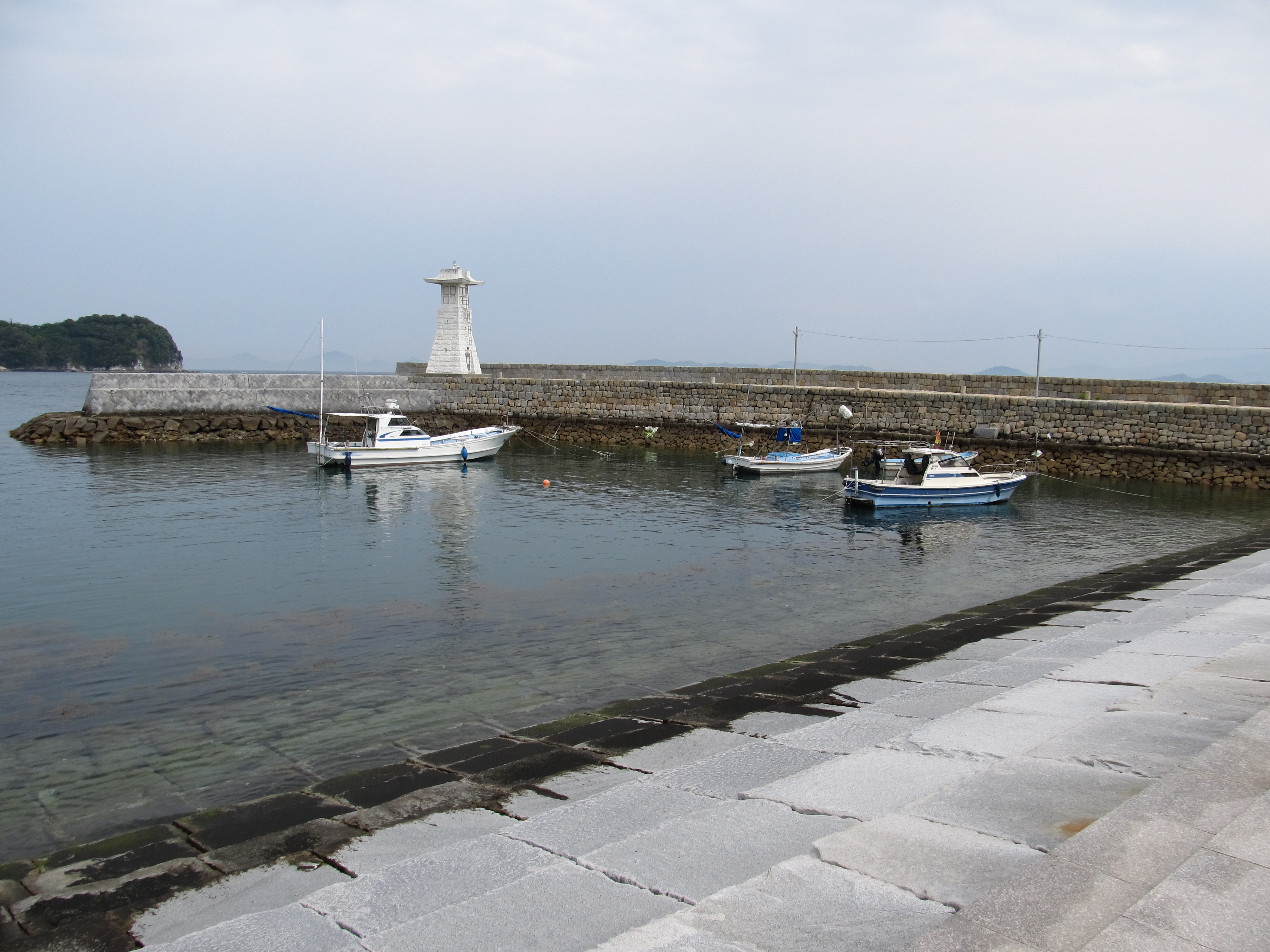
千砂子波止
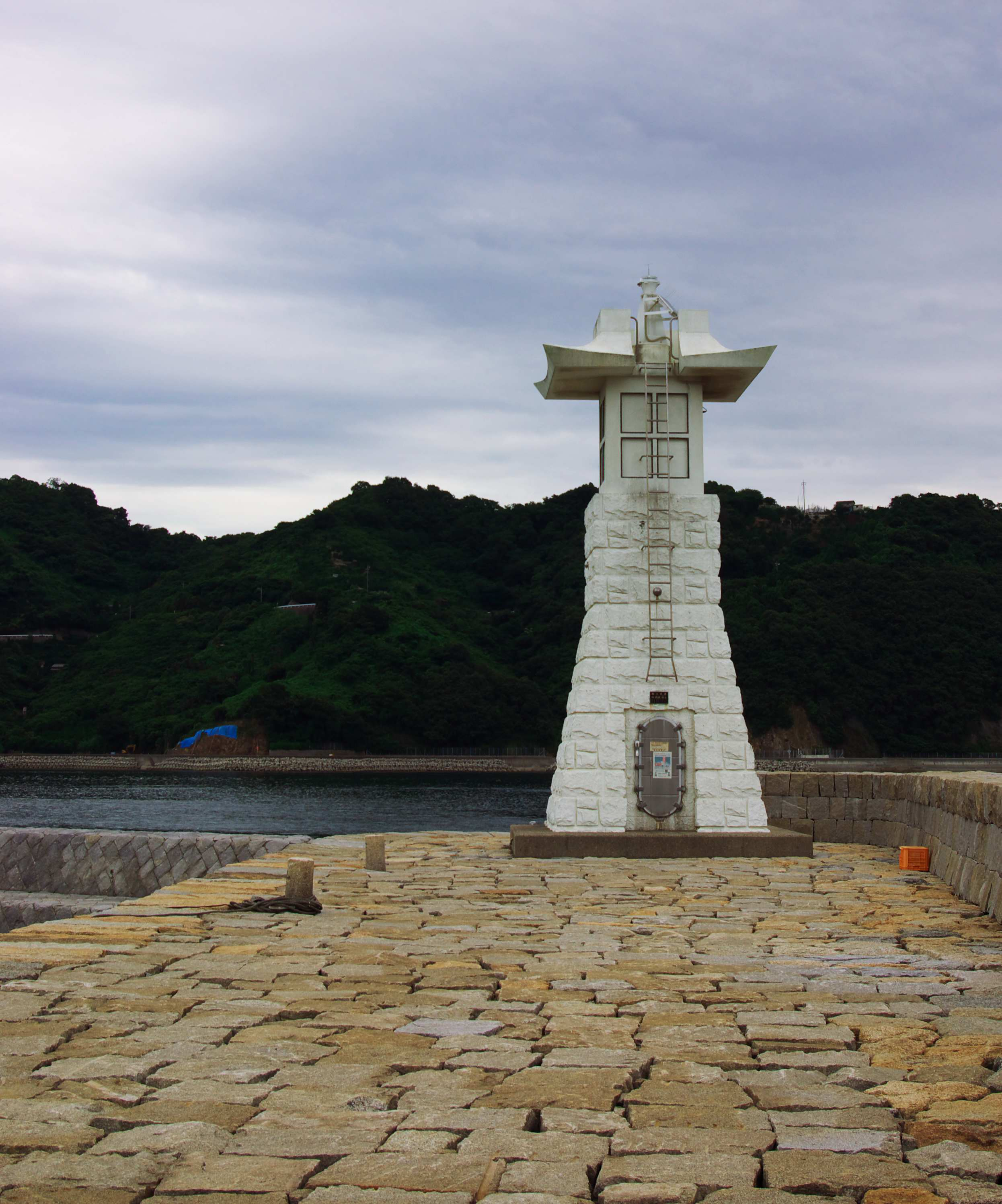
御手洗港防波堤灯台
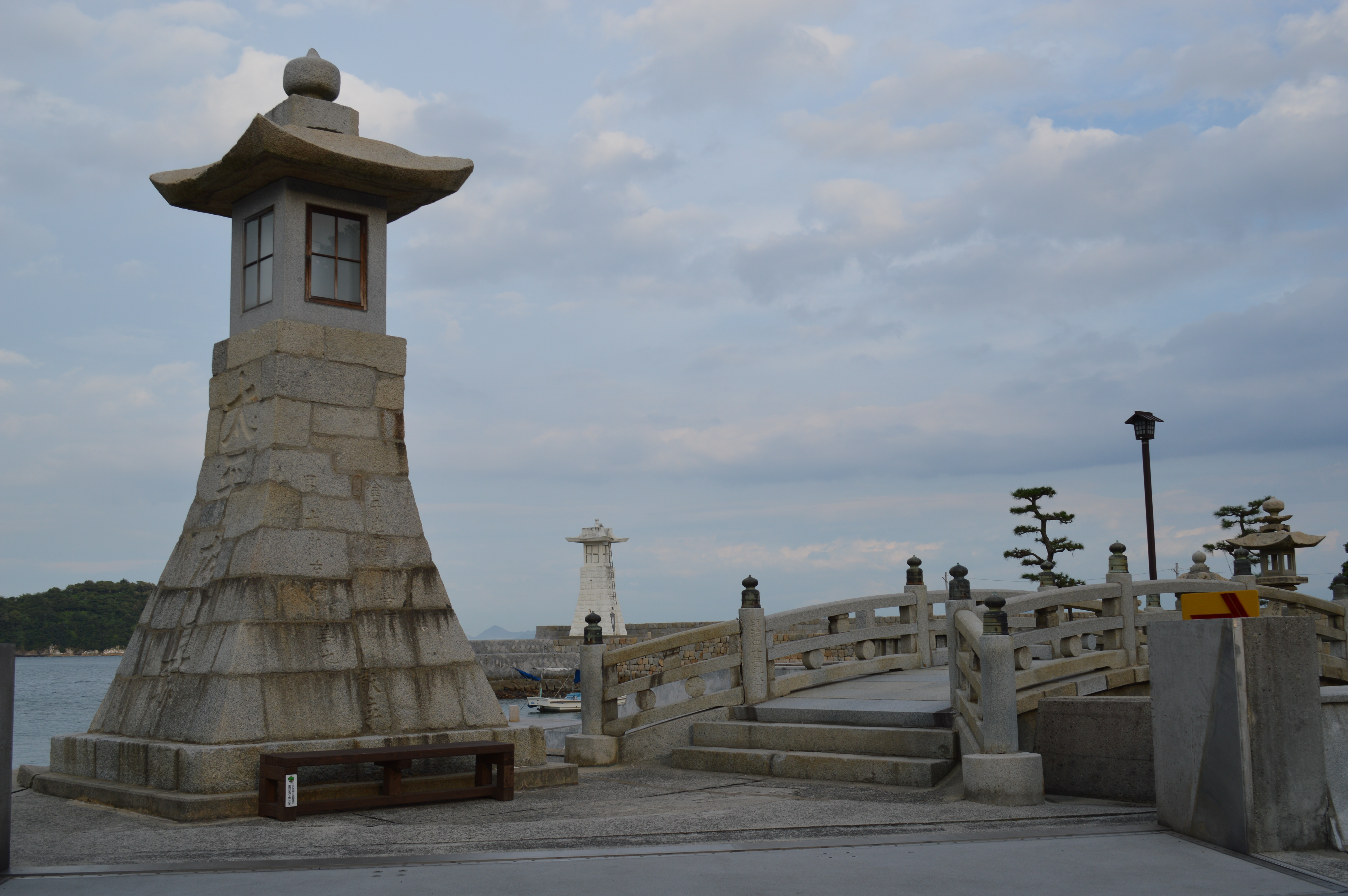
高燈籠
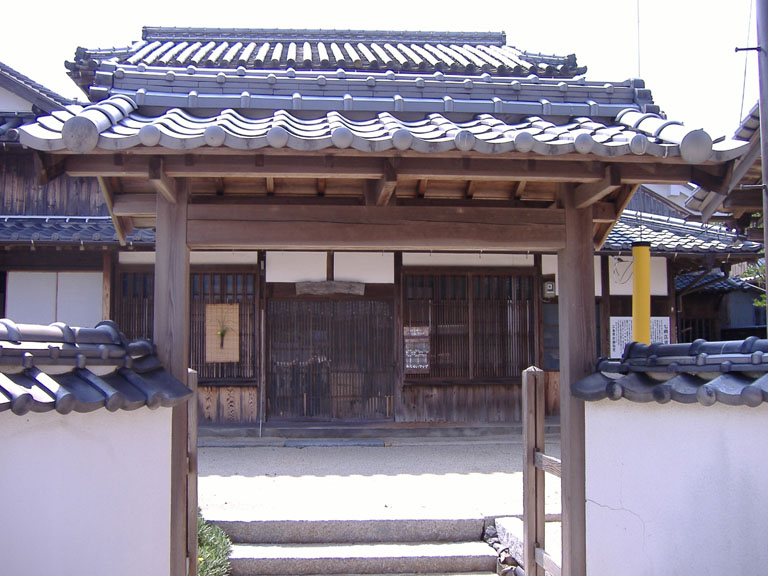
七卿落遺跡
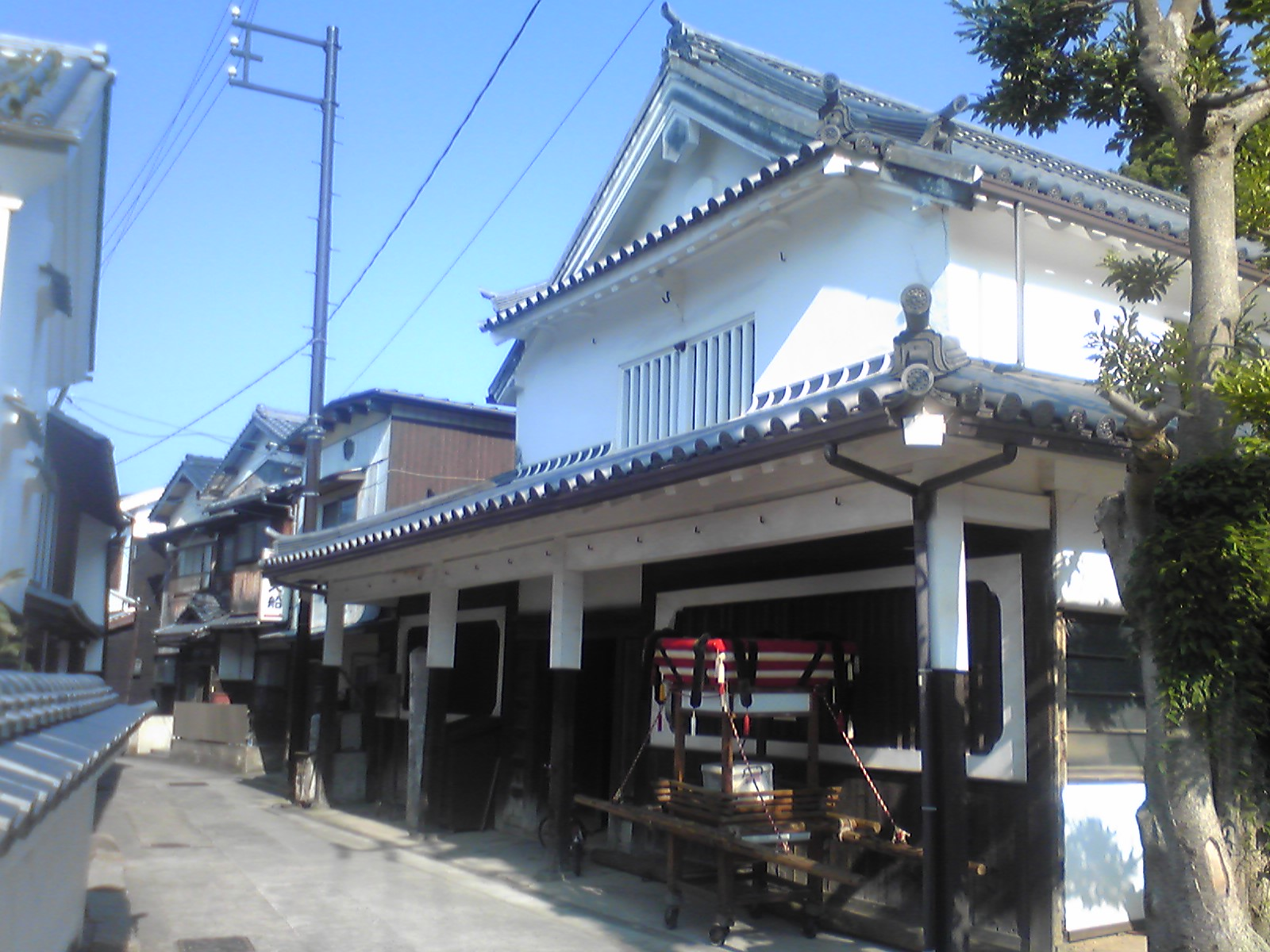
若胡子屋跡
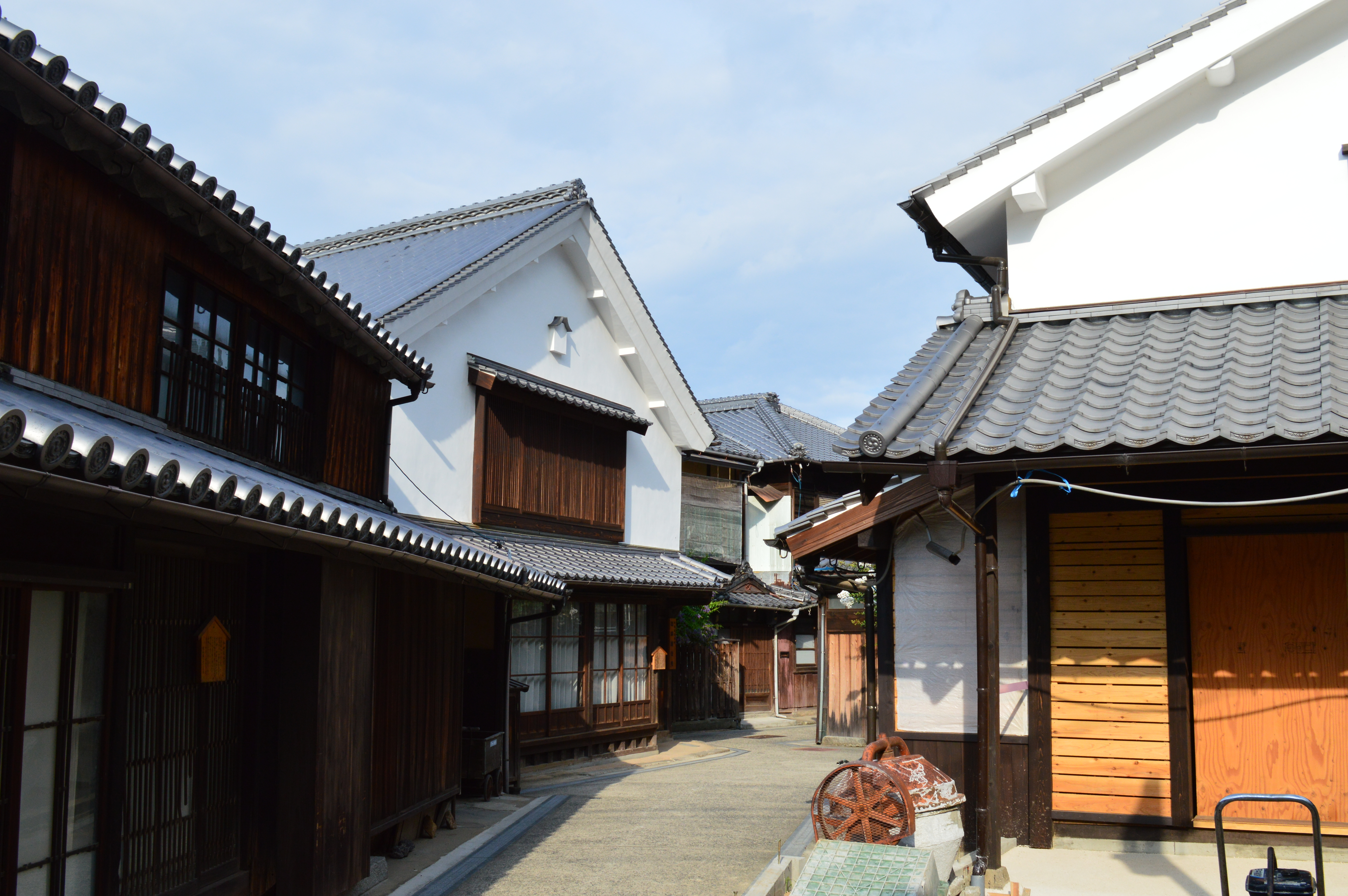
旧柴田屋住宅（御手洗町並み保存センター）
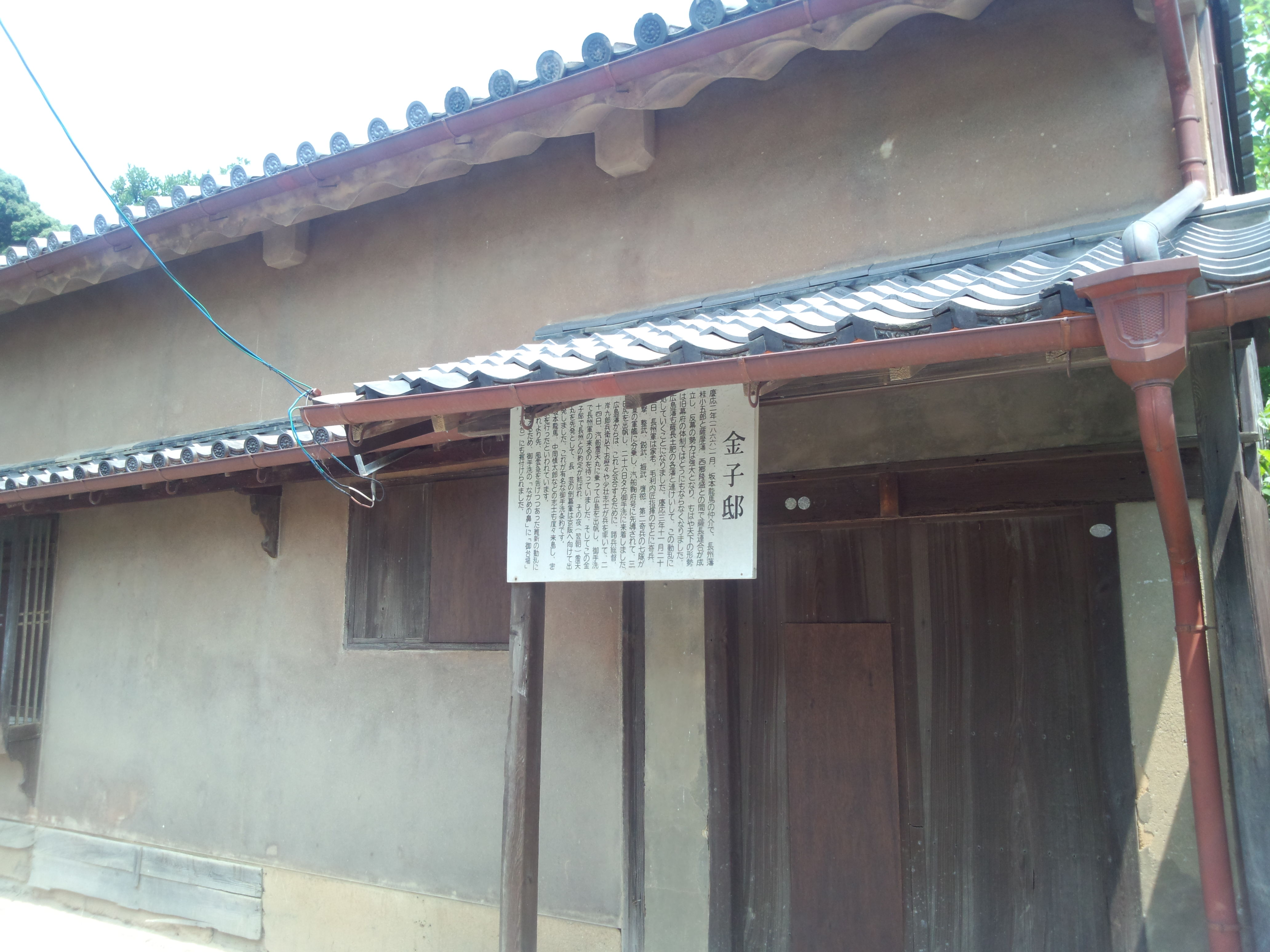
旧金子家住宅
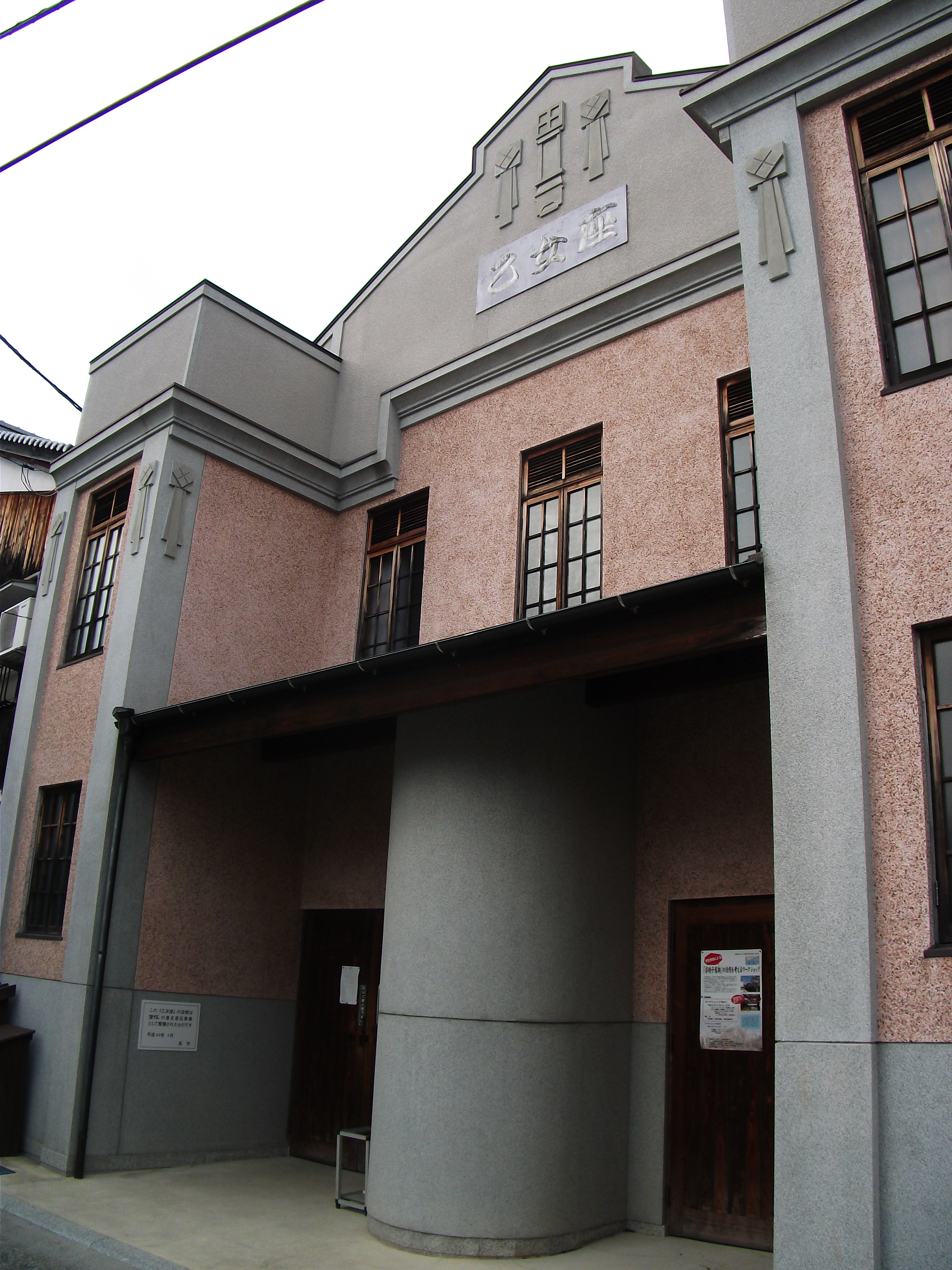
乙女座
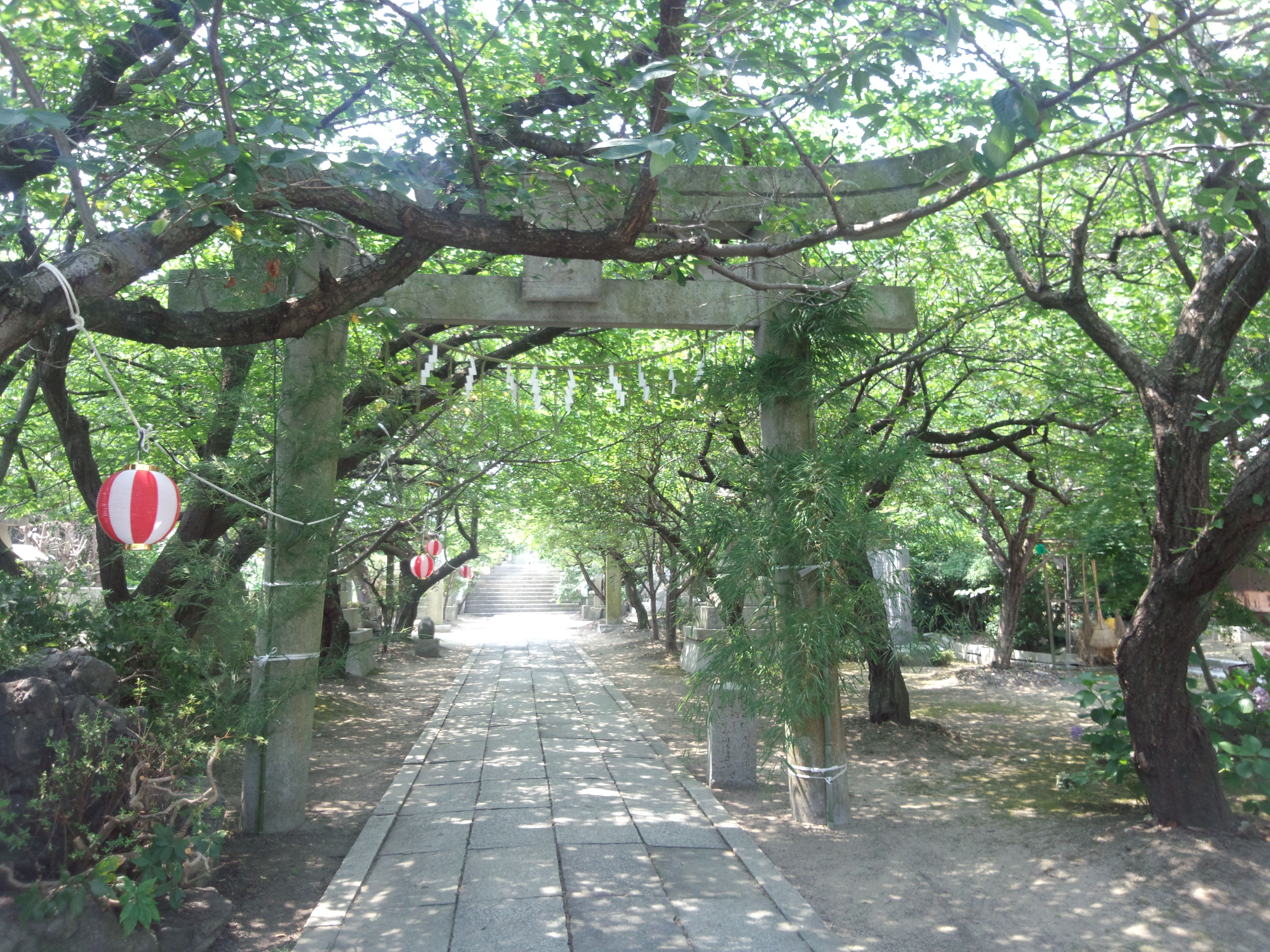
天満宮
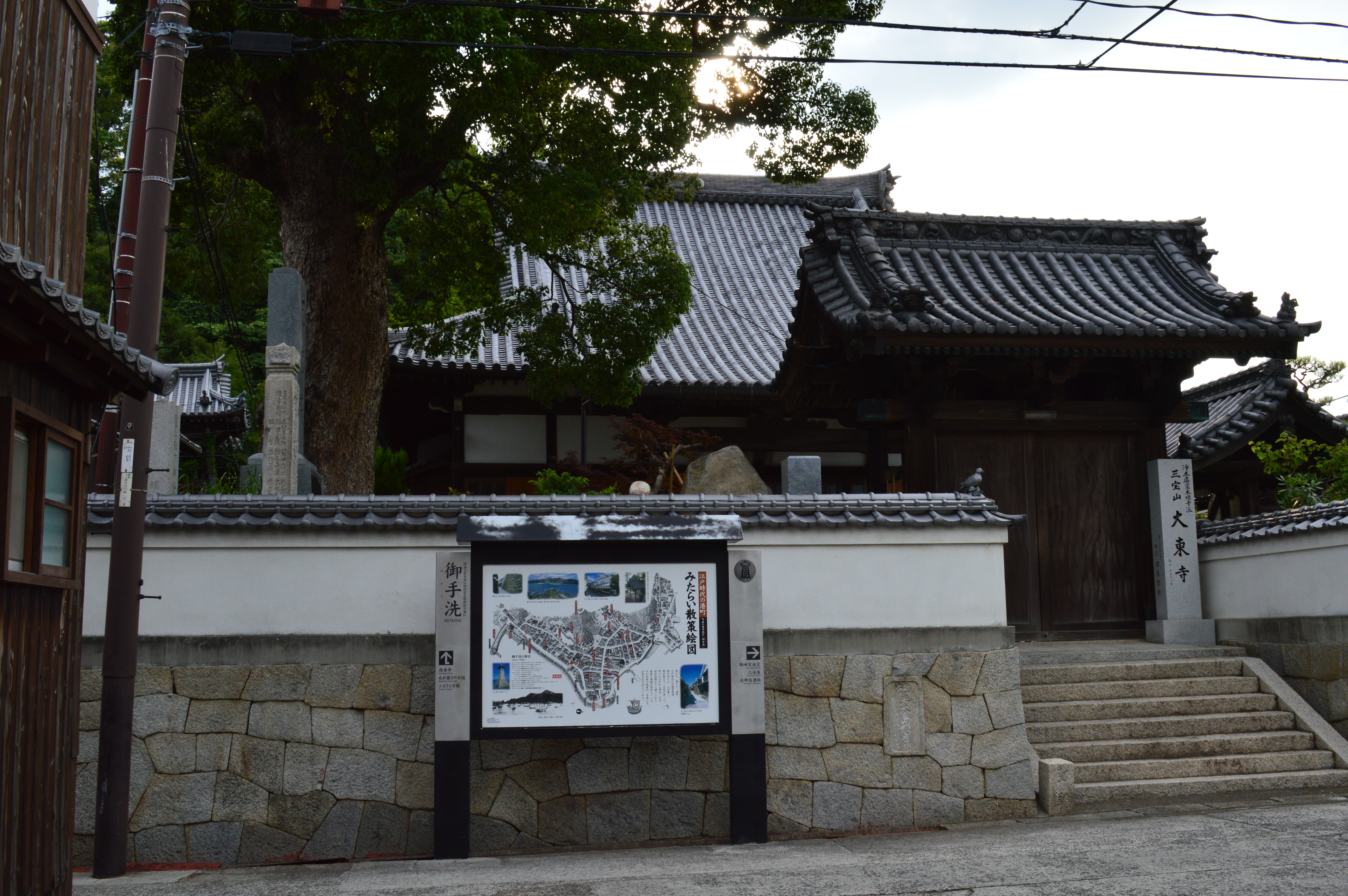
大東寺
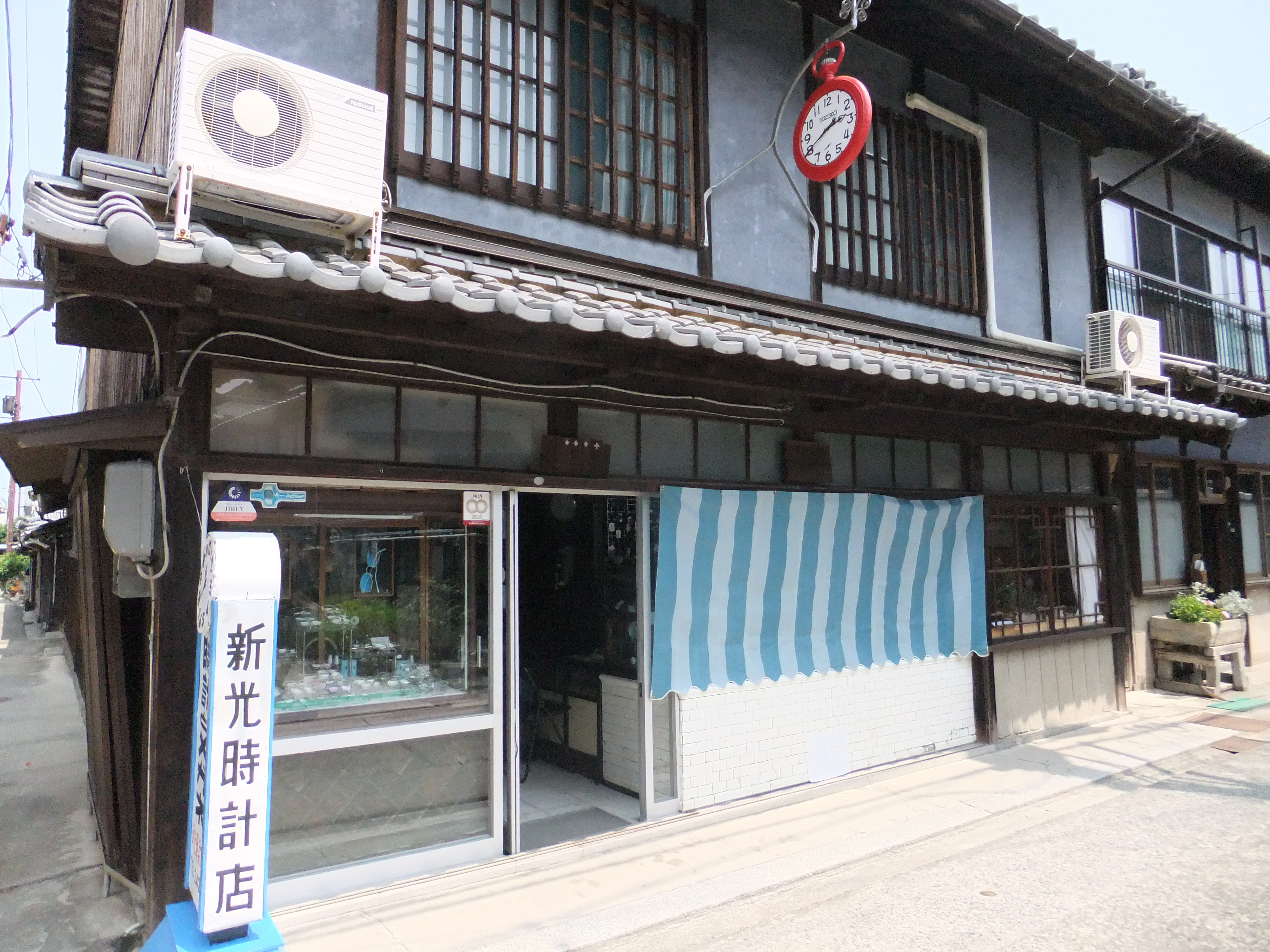
新光時計店
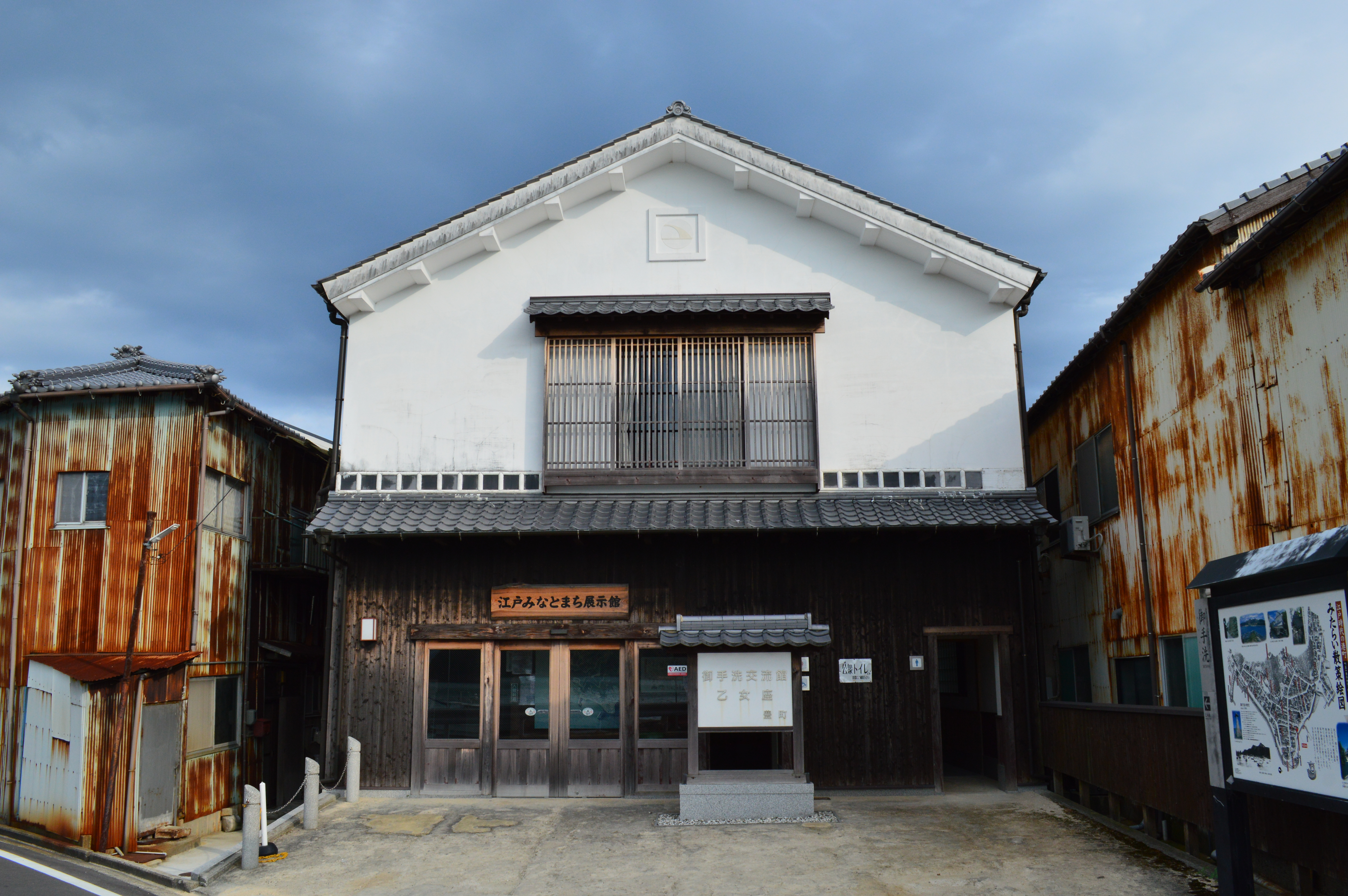
江戸みなとまち展示館
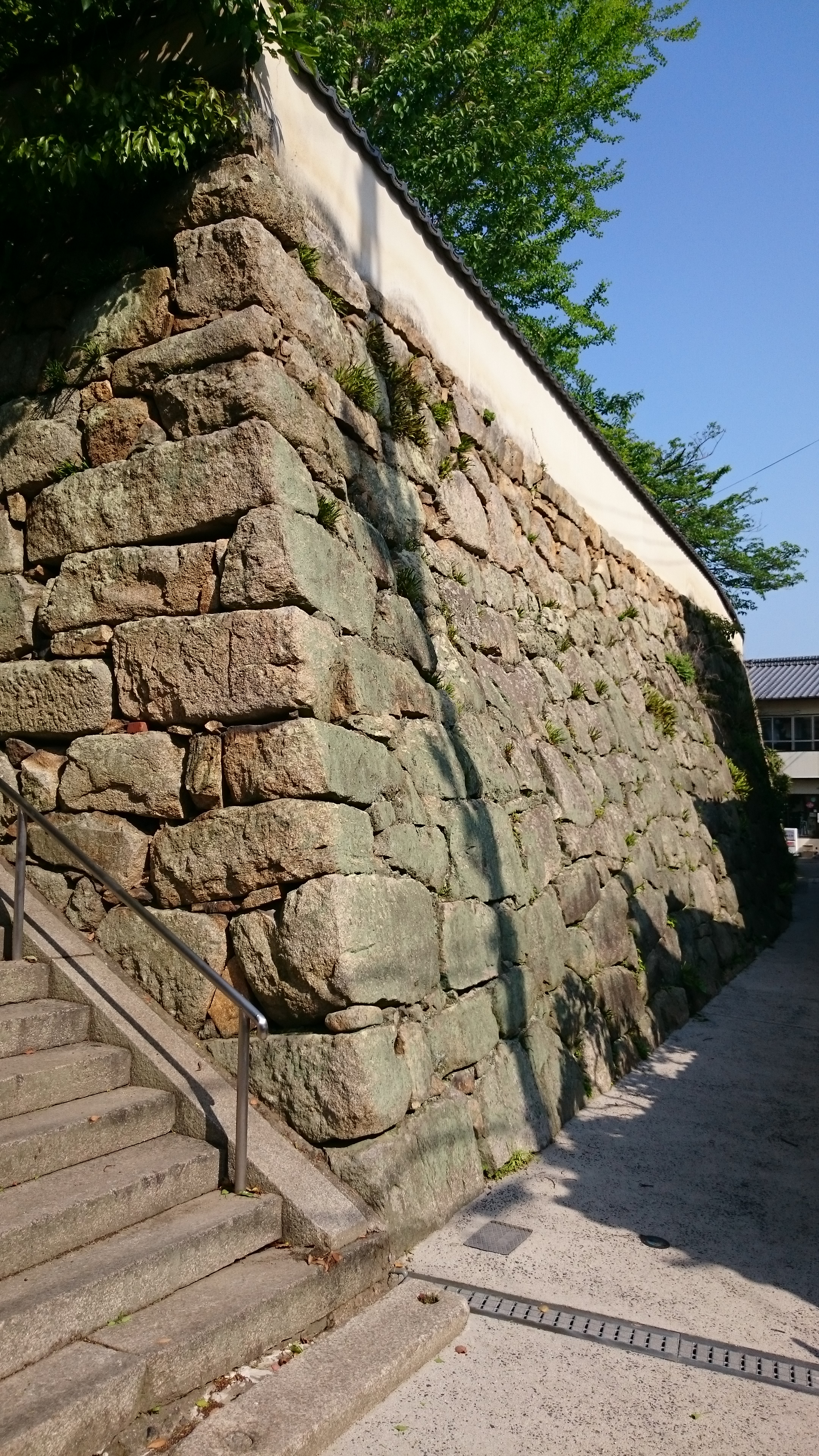
満舟寺石垣
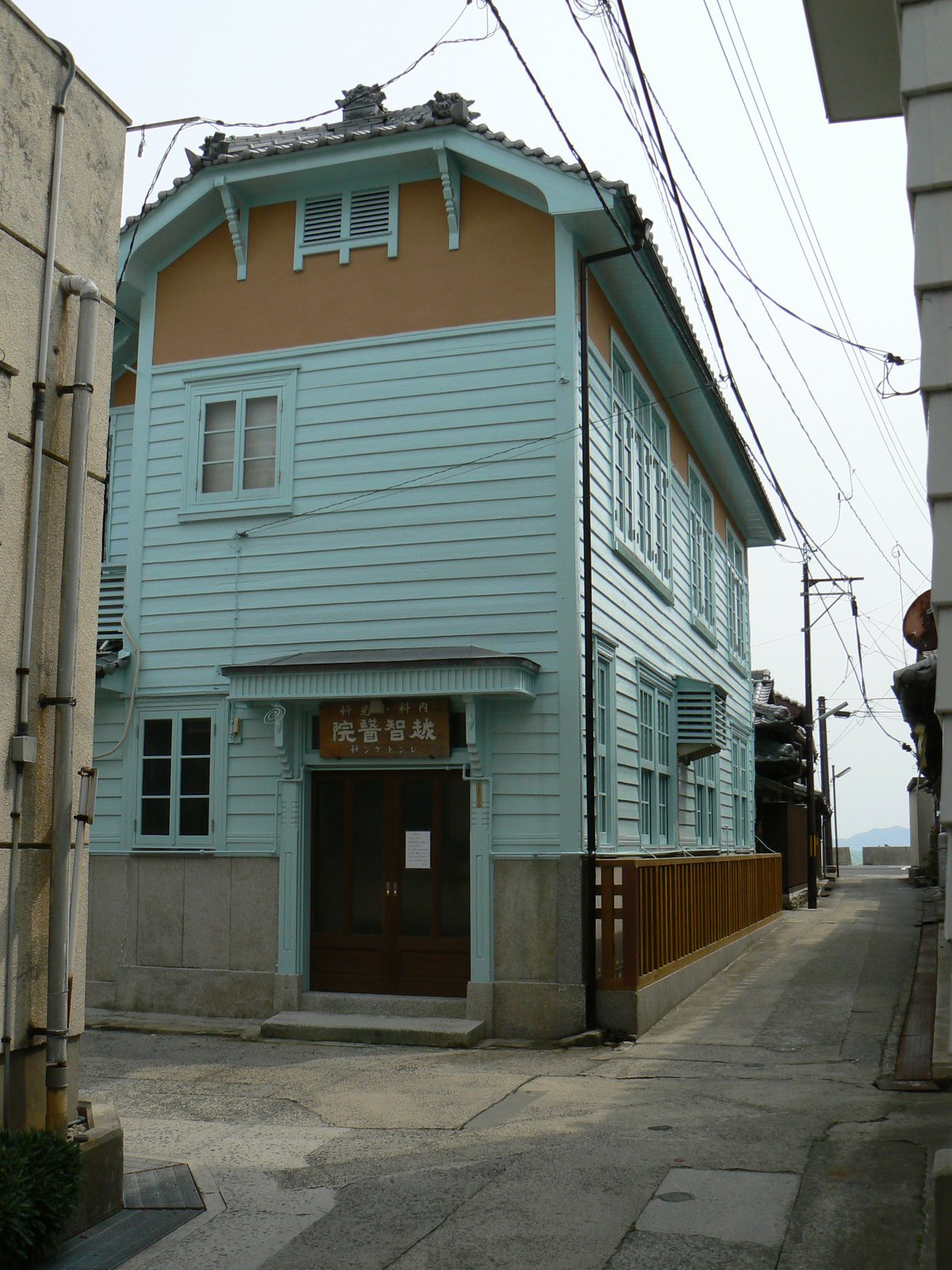
越智病院

## 重要伝統的建造物群保存地区データ
- 地区名称：呉市豊町御手洗伝統的建造物群保存地区（選定当初は「豊町御手洗伝統的建造物群保存地区」）
- 種別：港町
- 選定年月日：1994年7月4日
- 選定基準：伝統的建造物群及び地割が、良く旧態を保持している
- 面積：6.9ha

## 文化
祭り
- 御手洗の櫓祭 - 7月下旬の金・土曜日に行われる、恵比寿・天満・住吉の三社祭り

作品・ロケ地
- 1976年 : 大地の子守歌 - 1974年に発売された小説の舞台は御手洗だが、映画版のロケは行われていない。
- 1981年 : 男はつらいよ 浪花の恋の寅次郎
- 2003年 : 火の魚
- 2006年 : 旅の贈りもの 0:00発 ‐ 作品中にロケ地として越智医院が使われた[39]。
- 2011年 : たまゆら ‐ 主要キャラの一人である桜田麻音の出身地。
- 2012年 : ももへの手紙 ‐ 本作の主要な舞台である『汐島』は、大崎下島をモデルとし御手洗地区の施設も多く出ている。
- 2013年 : テレビ朝日開局55周年記念 黒澤明ドラマスペシャル 野良犬
- 2016年 : オランジーナ ‐ サントリー清涼飲料水CM[16]。
- 2020年 : STU48 5thシングル『思い出せる恋をしよう』MV
- 2021年 : ドライブ・マイ・カー ‐ 原作村上春樹、濱口竜介監督の映画
- 2022年 : 『Cheers!デリシャスパーティ♡プリキュア』MV - Machicoの楽曲。ベスト・アルバム『Machico♡プリキュアのうた!』アーティスト盤のDVDに当該MVが収録されている[40]。

## 交通
- バス
  - とびしまライナー、御手洗港バス停下車。広島市および呉市内からはさんようバス系、中国労災病院からは瀬戸内産交系。
- 船
  - しまなみ海運、竹原港から高速艇で大長港で下船、徒歩約15分
- 車
  - 広島呉道路呉ICから安芸灘大橋有料道路を経由、車で約1時間10分